# 907 هـ
907 هـ هي سنة في التقويم الهجري امتدت مقابلةً في التقويم الميلادي بين سنتي 1501 و1502.

## وفيات
- العادل طومان باي